# Acrocephalus nijoi
Acrocephalus nijoi je vyhynulý druh ptáka z čeledi rákosníkovití (Acrocephalidae) a rodu Acrocephalus.

## Evoluce
Až do roku 2011 byli rákosníci žijící na Marianách klasifikováni jako jediný druh Acrocephalus luscinius (česky rákosník slavíkový). Na základě studie založené na analýzách mitochondriálního genomu nicméně vyšlo najevo, že evoluční historie pacifických rákosníků je podstatně složitější, což nabourává i tradiční pohled na jednotlivé druhy. Výsledky potvrzují mj. několikeré nezávislé kolonizace některých tichomořských souostroví, díky čemuž by byl rákosník slavíkový v původním smyslu nepřirozeným taxonem. Výsledky podporují rozdělení rákosníků z Marian na až čtyři samostatné druhy, jedním z nich by měl být i Acrocephalus nijoi (autoři studie doporučují jeho osamostatnění navzdory skutečnosti, že šlo o jediného tichomořského rákosníka, k němuž nezískali genetický materiál).

## Popis
Rákosník Acrocephalus nijoi se vzhledem podobal rákosníkovi slavíkovému, ačkoli ten měl rezavější svrchní partie, světlejší břicho a boky a rovněž o něco delší zobák. Rákosník Acrocephalus nijoi dosahoval celkové velikosti asi 17 cm.

## Biologie a vyhynutí
Rákosník Acrocephalus nijoi žil pouze na ostrově Aguijan v souostroví Mariany. Původně obýval zdejší lesy s hustým stromovým baldachýnem, později narušené oblasti se stromovými háji a houštinami. Ostrov byl v důsledku lidského osídlení během 20. století dramaticky přetvořen. Během japonské správy mezi lety 1914 až 1945 došlo k masivnímu mýcení místních lesů a přetvoření půdy na zemědělské oblasti. V 50. letech byly na Aguijan introdukovány kozy, jejichž populace negativně ovlivnila charakter původní vegetace. Další hrozbu pro rákosníky navíc mohli představovat zavlečení predátoři z pevniny. Ačkoli byl rákosník v době svého objevu (1940) prý běžným druhem, všechny tyto faktory během druhé poloviny 20. století zapříčinily jeho vyhynutí. Extrémně vzácným se druh stal již v 80. letech, v roce 1982 populace čítala posledních 4 až 15 ptáků. Poslední záznamy pocházejí z poloviny 90. let, intenzivní průzkumy ostrova z let 2000, 2001, 2008 a 2009 nepřinesly žádné výsledky. Mezinárodní svaz ochrany přírody druh považuje za vyhynulý.

## Muzejní kusy
Jediné vzorky ptáka jsou uchovány v Tokiu.